# Лео Кремер
Лео Кремер (нім. Leo Krämer, нар. 28 січня1944, Пютлінген) — німецький органіст, диригент, педагог.

## Біографічні дані
Вивчав церковну музику в Трірі та Саарбрюкені. Вдосконалював свою освіту у Людвіга Доерра, Гастона Літайзе, Міхаеля Шнайдера, Сергіу Челібідаке, Гюнтера Ванда та Ойгена Йохума.
У 1969 році очолив Саарський філармонічний хор.
У 1971 році призначений органістом Шпаєрського собору. У 1990 році став музичним керівником собору.
З 1991 по 1993 рік очолював Естонський державний симфонічний оркестр у Таллінні як головний диригент.
З 1995 року диригував у Мінській філармонії. Він також є постійним запрошеним диригентом Симфонічного оркестру Санкт-Петербурга.
У 1998 році був призначений почесним професором Саарського університету музики в Саарбрюккені та Мангеймського університету музики та виконавських мистецтв. Він також викладав у Мехіко і став диригентом Національного симфонічного оркестру. Виступав як органіст на багатьох фестивалях, зокрема, в Чикаго, Токіо, Сан-Себастьяні .
У лютому 2009 року Кремер пішов у відставку зі своїх посад музичного директора собору та соборного органіста. Його наступниками стали Маркус Мельхіорі на посаді музичного директора собору та Маркус Айхенлауб на посаді соборного органіста.
В 2009 році Кремер розпочав новий проєкт «Класичні фестивалі» в Пфальці, художнім керівником якого він є.

## Призи та нагороди
- 1970: Органний конкурс Аоста, Італія
- 1967: Лауреат премії Фландрського фестивалю
- 2002: Почесне членство Санкт-Петербурзької філармонії
- 2007: меморіальна дошка Петра Корнеліуса[2]
- 2010: Федеральний хрест заслуг на стрічці[3]